# Nebelwerfer 40 de 10 cm
El Nebelwerfer 40 de 10 cm (NbW 40 de 10 cm) era un morter pesat utilitzat per l'Alemanya Nazi durant la Segona Guerra Mundial. Era molt similar al Morter M2 de 4,2 inch dels Estats Units d'Amèrica, estava dissenyat per a utilitzar municions de gas i armes químiques, i projectils de fum, al igual que projevtils d'Alt Explosiu. Era un deribat dels prototips dels Rheinmetall Nebelwerfer 51 i 52, que eren intents de finals de la dècada de 1930 per a ser un morter més precís i de més abast que el Nebelwerfer 35 de 10 cm. El NbW 40 era un dels millors exemples de l'enginyeria alemanya, ja que disparava un projevtil lleugerament més pesant que el del NbW 35 i al doble de distància, però pesava gairebé 8 vegades més que el model anterior.
Disposava d'un nou sistema de retrocàrrega amb rodes permanent-ment afegides al carruatge, des del qual es disparava, i no podia ser separat per al seu transpory. Va reemplaçar el NbW 35 en els batallons disposats als Cossos Químics de la Wehrmacht; exactament com era utilitzat el morter M2 en els seus batallons químics de morters. Va ser reemplaçat pel llançador de coets Nebelwerfer 41 de 15 cm a partir de 1941.

## Us en combat
Van començar a reemplaçar els morters Nebelwerfer 35 de 10 cm a finals de 1941 en els batallons de Nebelwerfer, i van ser utilitzats també per Gebirgs-Werfer-Abteilung (Batalló de Morters de Muntanya) 10, endemés del primer batalló del Nebel-Lehr Regiment (Regiment de Demostracions) i van veure combat en el Nodr d'Àfrica, Finlandia i Rússia.